# Buck v. Bell
Buck v. Bell, 274 U.S. 200, est une décision prise par la Cour suprême des États-Unis d'Amérique le 2 mai 1927, statuant sur une législation de l'État de Virginie autorisant les stérilisations forcées pour certaines catégories de personnes, incluant les personnes souffrant d'importants retards intellectuels et de développements.

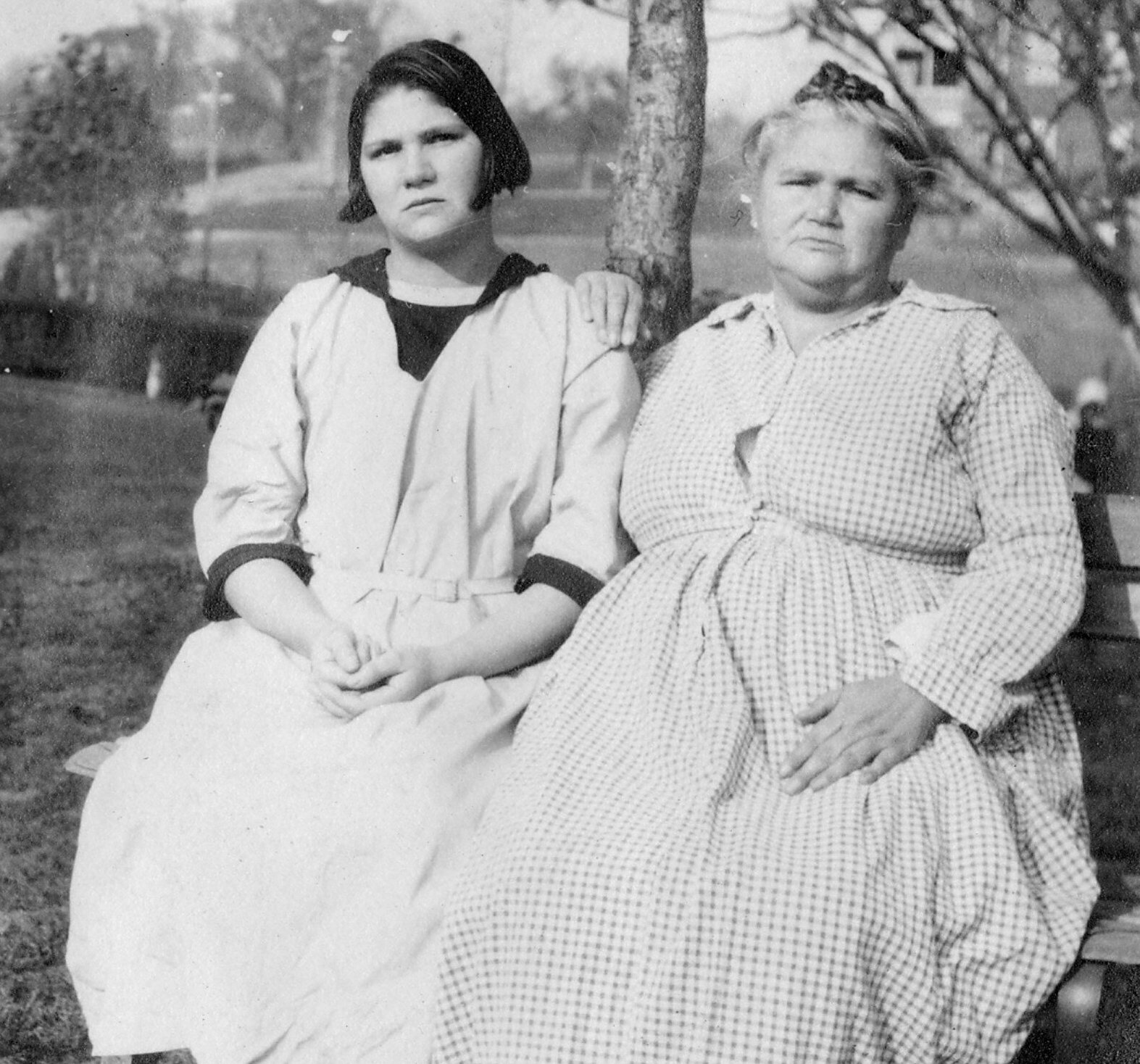
Carrie Buck (à gauche) dans la Virginia State Colony for Epileptics and Feebleminded avec sa mère biologique Emma Buck en 1924

Par cette décision, la plus haute juridiction considère que cette législation n'est pas contraire à la clause de protection des droits affirmée par le 14° amendement de la Constitution des États-Unis.
Cette décision est aujourd'hui souvent considérée comme l'une des pires prises par la Cour Suprême des États-Unis,.
L'affaire a ouvert la voie à des pratiques de stérilisation contrainte ciblant des catégories variées, comme les minorités victimes de précarité économique ; il en va ainsi par exemple de la stérilisation forcée des femmes autochtones aux États-Unis.